# Aleksandr Kazakevič

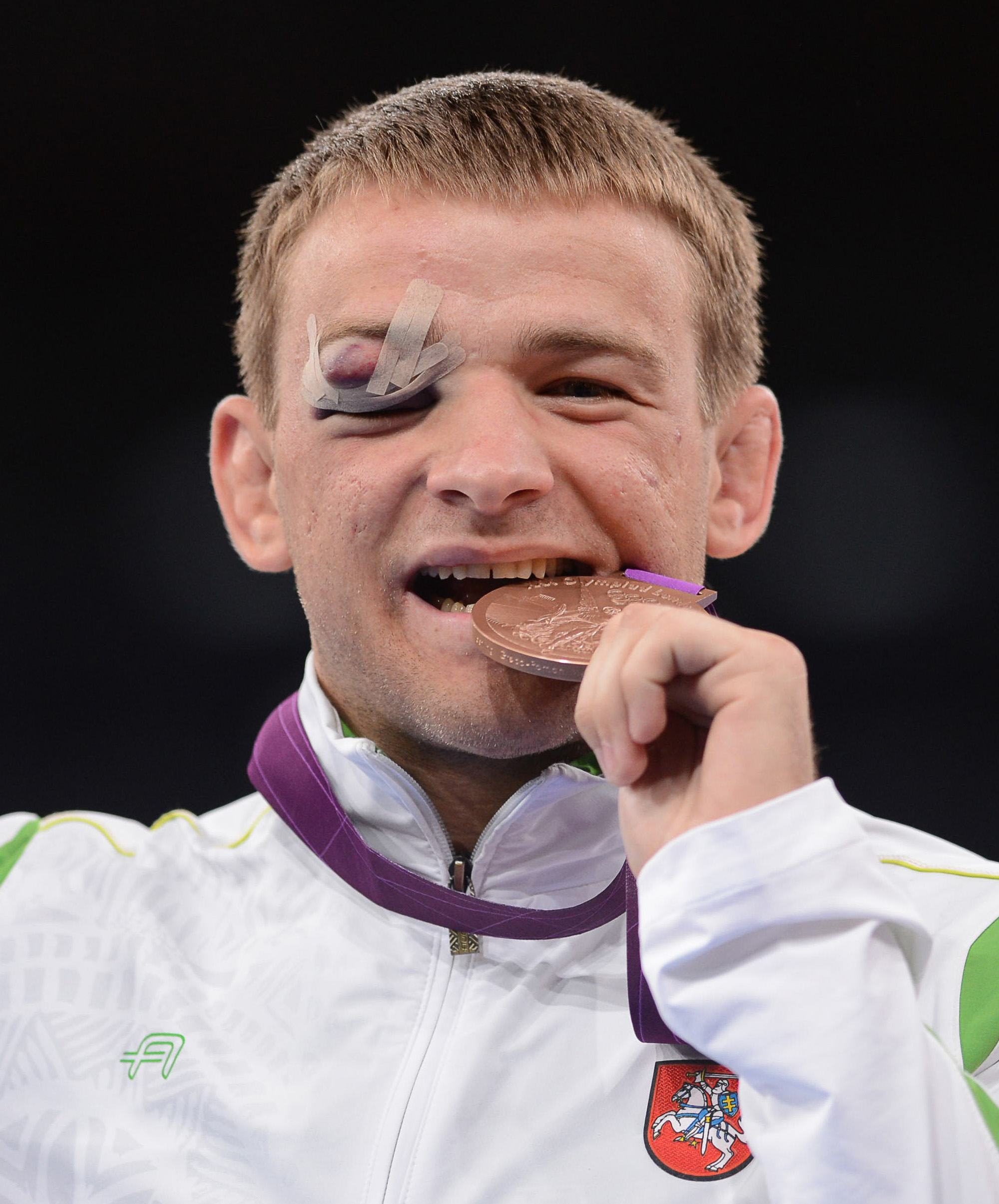
Aleksandr Kazakevič im August 2012

Aleksandr Kazakevič (* 12. Juni 1986 in Vilnius, Litauische SSR) ist ein litauischer Ringer.

## Leben
Kazakevič studiert an der  Lietuvos edukologijos universitetas. Kazakevič ringt seit 1998. Sein erster Trainer war Remigijus Gustas, heute trainieren ihn Grigorijus Kazovskis und Ruslanas Vartanovas. Kazakevič  nahm an den Olympischen Sommerspielen 2008 und 2012 teil. Beim Wettbewerb in London gewann er Bronze im griechisch-römischen Stil in der Klasse bis 74 kg.